# Cupido aenus
Cupido aenus är en fjärilsart som beskrevs av Johann Gottlieb Otto Tepper 1882. Cupido aenus ingår i släktet Cupido och familjen juvelvingar. Inga underarter finns listade i Catalogue of Life.